# Léon Bazile Perrault

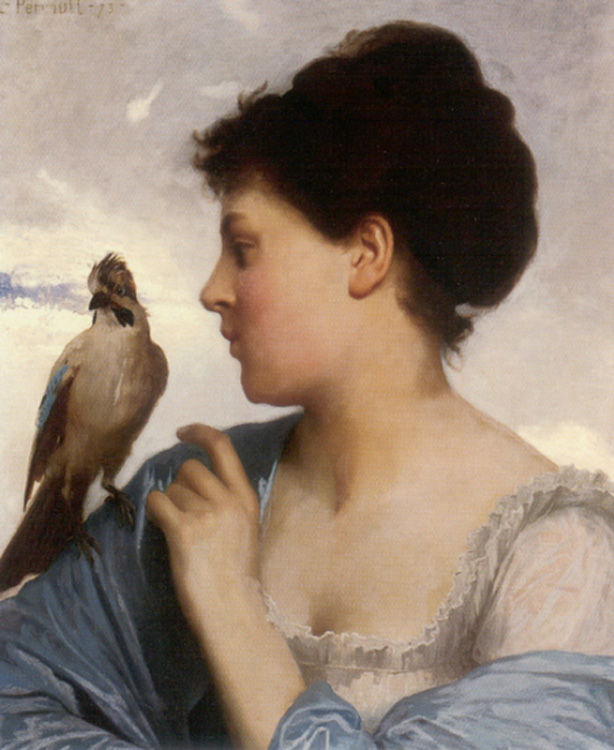
L'uccello incantatore, 1873

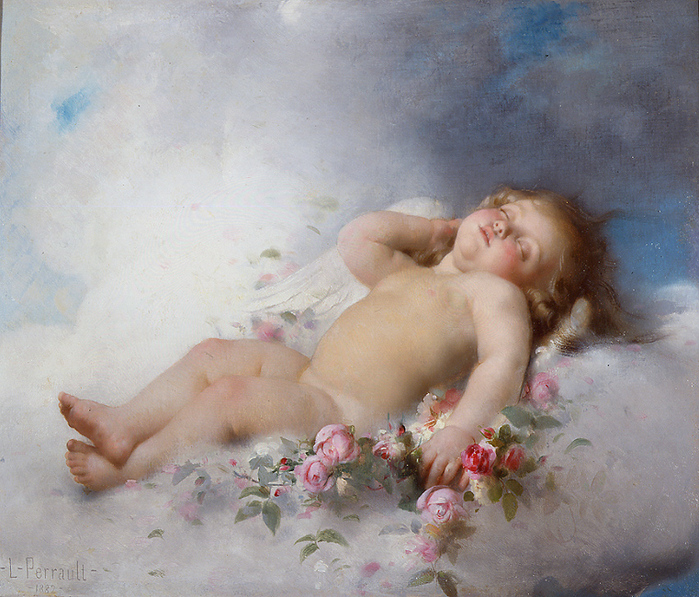
Leon Bazile Perrault

Léon Bazile Perrault (Poitiers, 16 giugno 1832 – Royan, 6 agosto 1908) è stato un pittore francese.

## Biografia
Nacque da una famiglia modesta: il padre, Henri, era sarto. Entrò a 10 anni nella scuola di disegno di Poitiers, allora diretta dai fratelli Hivonnait, dove rimase fino a 14 anni quando, dovendo contribuire al mantenimento della famiglia, trovò un lavoro presso un decoratore, con il quale collaborò ai restauri degli affreschi della locale chiesa di Sainte Radegonde. A 19 anni riuscì a ottenere una borsa comunale di 600 franchi per poter studiare a Parigi nella prestigiosa École des Beaux-Arts, dove fu allievo di Picot e poi Bouguereau.
Dopo diversi vani tentativi al concorso del Prix de Rome, nel 1861 Léon Perrault venne ammesso al Salon con Le Vieillard et les trois jeunes hommes (Il vecchio e tre giovani) ottenendo una menzione d'onore. Fu l'inizio della carriera, e in 46 anni sarà sempre presente al Salon, tranne quattro volte. Nel 1866 Napoleone III acquistò la sua tela La nichée (La nidiata), soggetto di pittura infantile, che lo spingerà a proseguire in questi temi. Oltre a vedersi acquistate altre opere dallo Stato, Léon Perrault sarà ricompensato da diversi premi dalla giuria del Salon: nel 1876, il suo San Giovanni il precursore gli fece ottenere una medaglia di seconda classe, che ottenne ancora nel 1878; nel 1881 ottenne diplomi d'onore a Vienna, a Filadelfia e a Londra.

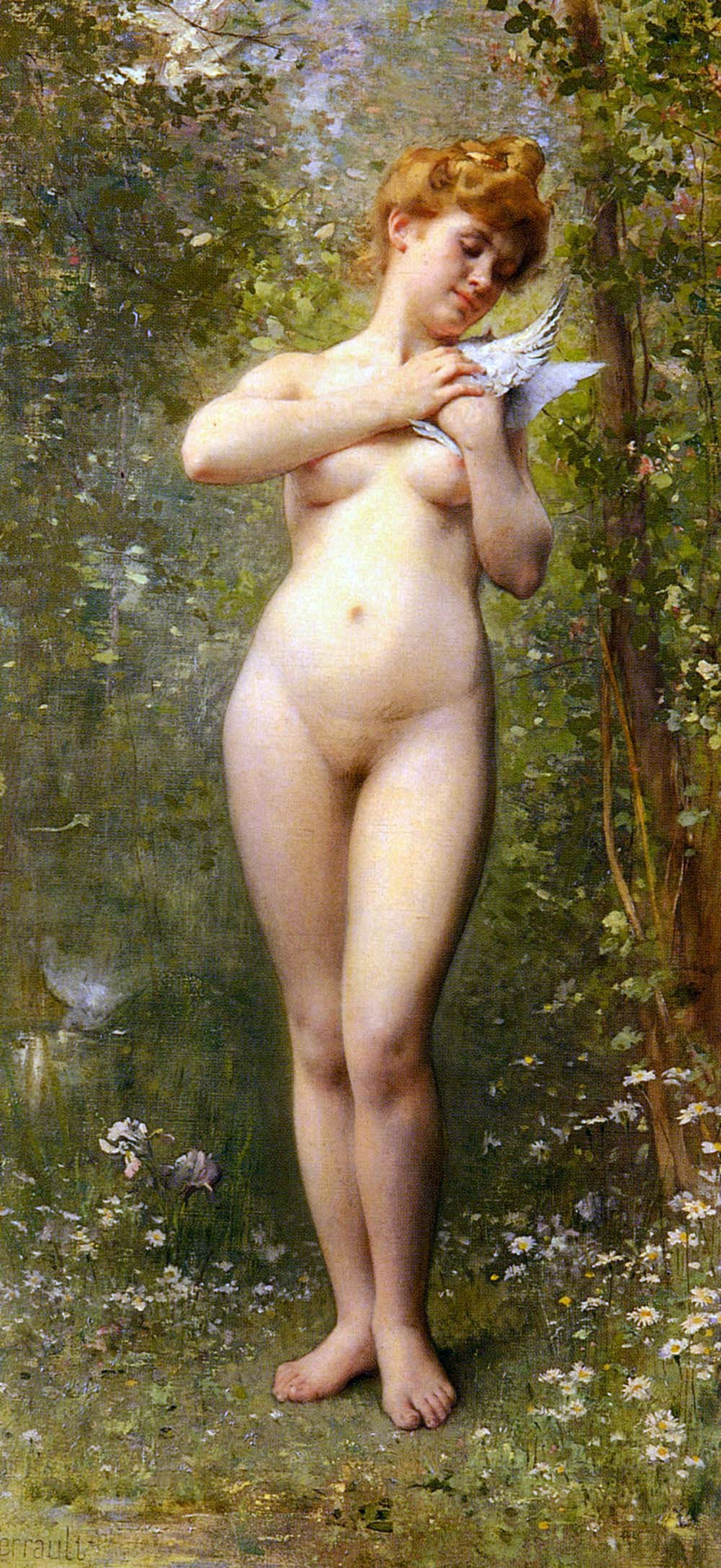
La Venere dalla colomba

Il suo successo si espresse anche con il conferimento di un'importante commissione dal Ministero della pubblica Istruzione  per la decorazione della Salle des Mariages dell'Hôtel de Ville di Poitiers. L'Esposizione universale di Parigi del 1889 gli offrì una medaglia di bronzo e quella del 1900 una d'argento. Nel 1887 fu decorato con la Légion d'honneur.

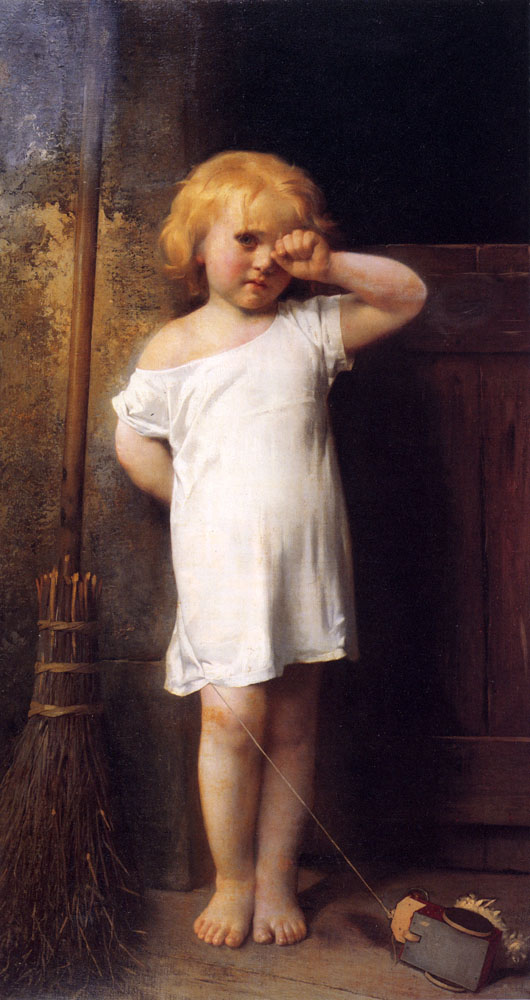
In punizione

Léon Perrault, pittore accademico di successo, abita ora nel pieno centro di Parigi, in boulevard Lannes 43, nel XVI arrondissement e conduce un'agiata vita borghese. La grande casa d'arte Goupil & Co. riproduce le sue opere e la sua fama supera le frontiere: è richiesto in Inghilterra e negli Stati Uniti, ma egli viene descritto come un lavoratore che non ha dimenticato le sue origini. La rivista statunitense The Century scrive di lui che «questo gentiluomo francese raffinato [...] e di modi cortesi, forte e vigoroso, lavorando con serietà [...] passa 10 ore al giorno lavorando nel suo atelier»..
Si dice che fosse anche un padre di famiglia esemplare. Sposato con Marie-Louise (1840-1920), ebbe due figli, Emile ed Henri, e quattro figlie, delle quali una morirà a soli nove anni, nel 1880, e un'altra sposerà il pittore Frédéric Cabane. I suoi unici allievi saranno proprio i figli Henri, che sarà pittore ma poi si dedicherà all'illustrazione e diventerà conservatore del Museo comunale di Poitiers, ed Emile, che diventerà uno scultore di animali.
Sofferente di cuore da due anni, Léon Perrault morì nel 1908 a Royan, la stazione balneare dove aveva una seconda casa, nella quale si era ritirato da qualche anno e dove riceveva amici ed artisti, in particolare il suo maestro e amico Bouguereau. Léon Perrault è sepolto, con la moglie e una figlia nel cimitero di Passy. Nell'ottobre del 1910 la città di Poitiers gli eresse un monumento, ma oggi il pittore è dimenticato dalla critica, come tanti pittori accademici, anche se suoi dipinti appaiono ancora nelle case d'asta, acquistati da collezionisti privati, soprattutto statunitensi.